# Mîsove, Djankoi
Mîsove (în ucraineană Мисове) este un sat în comuna Ceaikîne din raionul Djankoi, Republica Autonomă Crimeea, Ucraina.

## Demografie
Componența lingvistică a localității Mîsove
     Ucraineană (41,03%)
     Tătară crimeeană (34,62%)
     Rusă (24,36%)
Conform recensământului din 2001, nu exista o limbă vorbită de majoritatea populației, aceasta fiind compusă din vorbitori de ucraineană (41,03%), tătară crimeeană (34,62%) și rusă (24,36%).